# Калье-є Аббасабад (Хондаб)
Калье-є Аббасабад (перс. قلعه عباس اباد) — село в Ірані, у дегестані Санґ-Сефід, у бахші Каре-Чай, шагрестані Хондаб остану Марказі. За даними перепису 2006 року, його населення становило 274 особи, що проживали у складі 57 сімей.

## Клімат
Середня річна температура становить 12,12 °C, середня максимальна – 31,26 °C, а середня мінімальна – -9,04 °C. Середня річна кількість опадів – 278 мм.
| Клімат поселення                              | Клімат поселення | Клімат поселення | Клімат поселення | Клімат поселення | Клімат поселення | Клімат поселення | Клімат поселення | Клімат поселення | Клімат поселення | Клімат поселення | Клімат поселення | Клімат поселення | Клімат поселення |
| Показник                                      | Січ.             | Лют.             | Бер.             | Квіт.            | Трав.            | Черв.            | Лип.             | Серп.            | Вер.             | Жовт.            | Лист.            | Груд.            |                  |
| Середній максимум, °C                         | 7,86             | 9,42             | 13,23            | 18,76            | 23,43            | 29,72            | 31,26            | 30,72            | 25,75            | 20,27            | 13,51            | 8,05             |                  |
| Середня температура, °C                       | −0,59            | 0,98             | 4,78             | 10,31            | 15,00            | 21,27            | 25,28            | 24,74            | 19,76            | 14,30            | 7,53             | 2,07             |                  |
| Середній мінімум, °C                          | −9,04            | −7,44            | −3,64            | 1,87             | 6,55             | 12,82            | 19,31            | 18,76            | 13,79            | 8,34             | 1,56             | −3,9             |                  |
| Норма опадів, мм                              | 43               | 35               | 49               | 37               | 35               | 8                | 0                | 1                | 0                | 6                | 25               | 39               |                  |
| Середньомісячна швидкість вітру, м/с          | 1.66             | 2.05             | 3.04             | 3.08             | 2.82             | 2.50             | 2.51             | 2.56             | 2.29             | 2.16             | 1.80             | 1.49             |                  |
| Середньомісячна сонячна радіація, кДж/м²·день | 9092             | 12373            | 14794            | 18222            | 22195            | 26974            | 25889            | 23985            | 21100            | 15557            | 10882            | 8957             |                  |
| --------------------------------------------- | ---------------- | ---------------- | ---------------- | ---------------- | ---------------- | ---------------- | ---------------- | ---------------- | ---------------- | ---------------- | ---------------- | ---------------- | ---------------- |
| Джерело:                                      |                  |                  |                  |                  |                  |                  |                  |                  |                  |                  |                  |                  |                  |